# Bahnhof Hamburg-Harburg Rathaus
Der Bahnhof Hamburg-Harburg Rathaus bzw. kurz Harburg Rathaus ist ein Bahnhof der S-Bahn Hamburg an der Harburger S-Bahn im Hamburger Stadtteil Harburg und dient gleichzeitig als so genannte Mehrzweckanlage dem Zivilschutz.

## Funktion als Schnellbahnhaltestelle

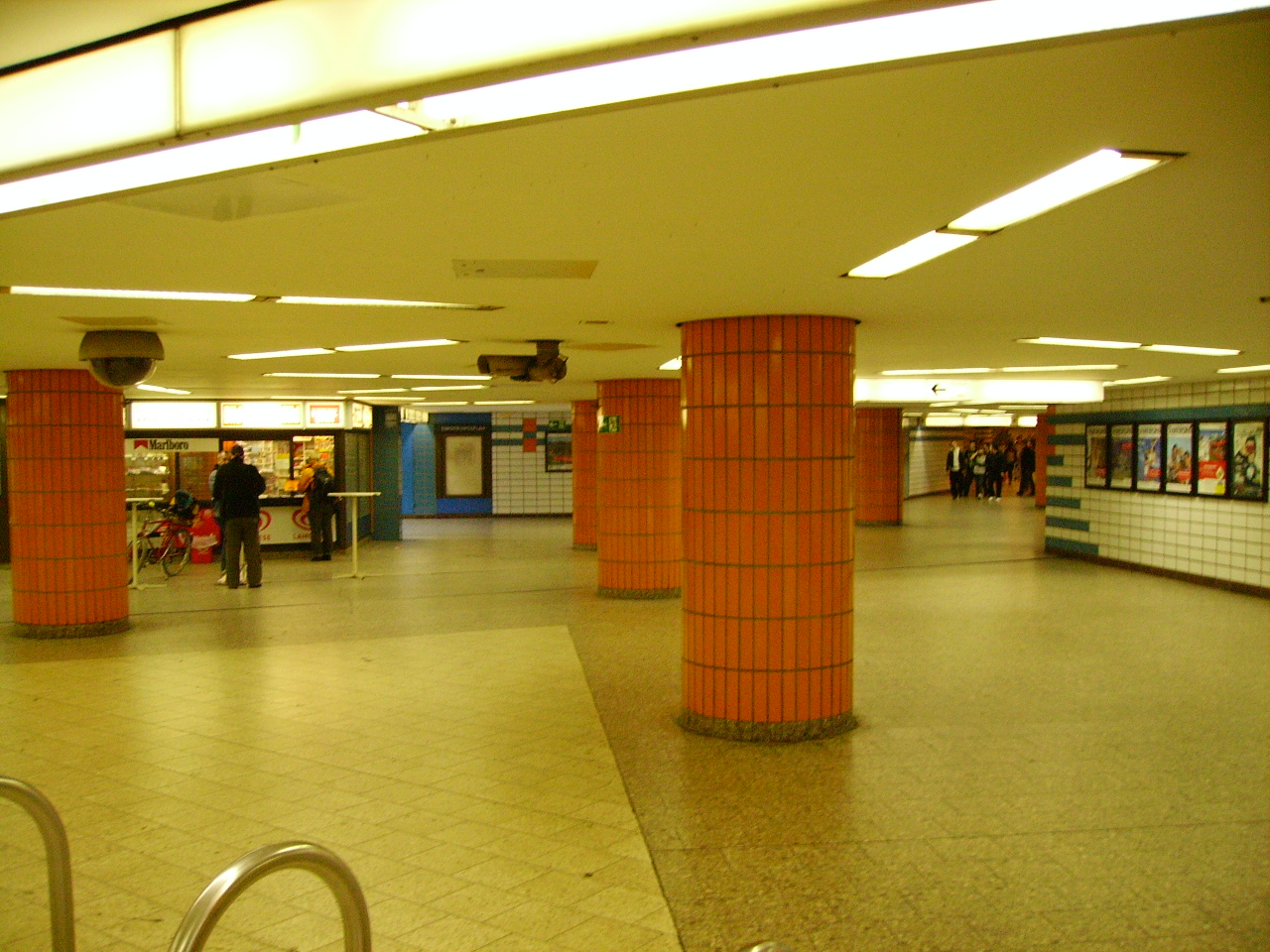
Zwischenebene Harburg Rathaus (Zustand 2009)

Der am 23. September 1983 eröffnete Tunnelbahnhof im Verlauf des Harburger S-Bahn-Tunnels befindet sich unter dem Harburger Ring und ist rund 200 m lang. Er besitzt drei Bahnsteiggleise und ein Kehrgleis zum Wenden von Zügen. Innerhalb der unterirdischen Bahnhofsanlagen befindet sich zudem das Stellwerk Hrf (Harburg-Rathaus). Der Bahnhof wird von den Zügen der Linien S3 und S5 angefahren.
Während der Bauzeit wurden zwei Vorwegbauwerke (so genannte Bauvorleistungen, ausgeführt als Nischen) erbracht, die als Abzweig für eine zukünftige Stichstrecke in südwestlicher Richtung dienen sollten. Eine davon befindet sich östlich der Haltestelle im Streckentunnel, die andere innerhalb der Haltestelle an dem Tunnelmund aus Richtung Heimfeld. Während die Nische im Tunnel sichtbar ist, hat man sie innerhalb der Haltestelle verkleidet.
Nachdem im Jahr 2006 bereits die Fahrtreppen erneuert wurden, erhielt die Haltestelle im Jahr 2008 eine Brandschutzsanierung. Dabei wurde – wie bei vielen anderen unterirdischen Hamburger Schnellbahnhaltestellen – die Deckenverkleidung entfernt, um im Falle eines Brandes dem Rauch mehr Raum zum Ausbreiten nach oben zu geben. Ebenso wie in anderen Haltestellen wurde die Durchgangshöhe vor Treppenaufgängen mittels Trockenbau auf zwei Meter verringert, um die Notausgänge Rauch-frei zu halten und den Rauch daran zu hindern, über die Treppe in andere Bauwerksteile zu gelangen. In einem Fall wurde dies über automatische Rauchschutzvorhänge gelöst, die im Brandfall automatisch bis auf etwa zwei Meter herunterfahren.
Die weit verzweigte Haltestelle verfügt an beiden Stirnseiten über insgesamt zehn Aufgänge und zwei Aufzüge von den Bahnsteigen auf die Straßenebene. Im Rahmen einer Bebauung einer zuvor brach liegenden Fläche an der Knoopstraße wurde ein elfter Treppenaufgang 2019 stillgelegt und zugemauert.

### Modernisierung und aktueller Zustand
Die Deutsche Bahn modernisiert seit 2017 im Rahmen des Projektes „Zukunft Bahn“ die Anlage. Die Bauarbeiten dauern 2025 weiter an. Baubedingte Einschränkungen und der Zustand des Bahnhofs sind seit langem Gegenstand öffentlicher Kritik. So kritisierte der Leiter des Präsidialbereichs der nahe gelegenen Technischen Universität im Frühjahr 2022, der damalige Zustand der S-Bahn-Station sei „nicht funktional“ und „schrecklich“. Er schrecke potentielle Bewerber um Professuren an der Universität ab.

## Funktion als Zivilschutzbauwerk

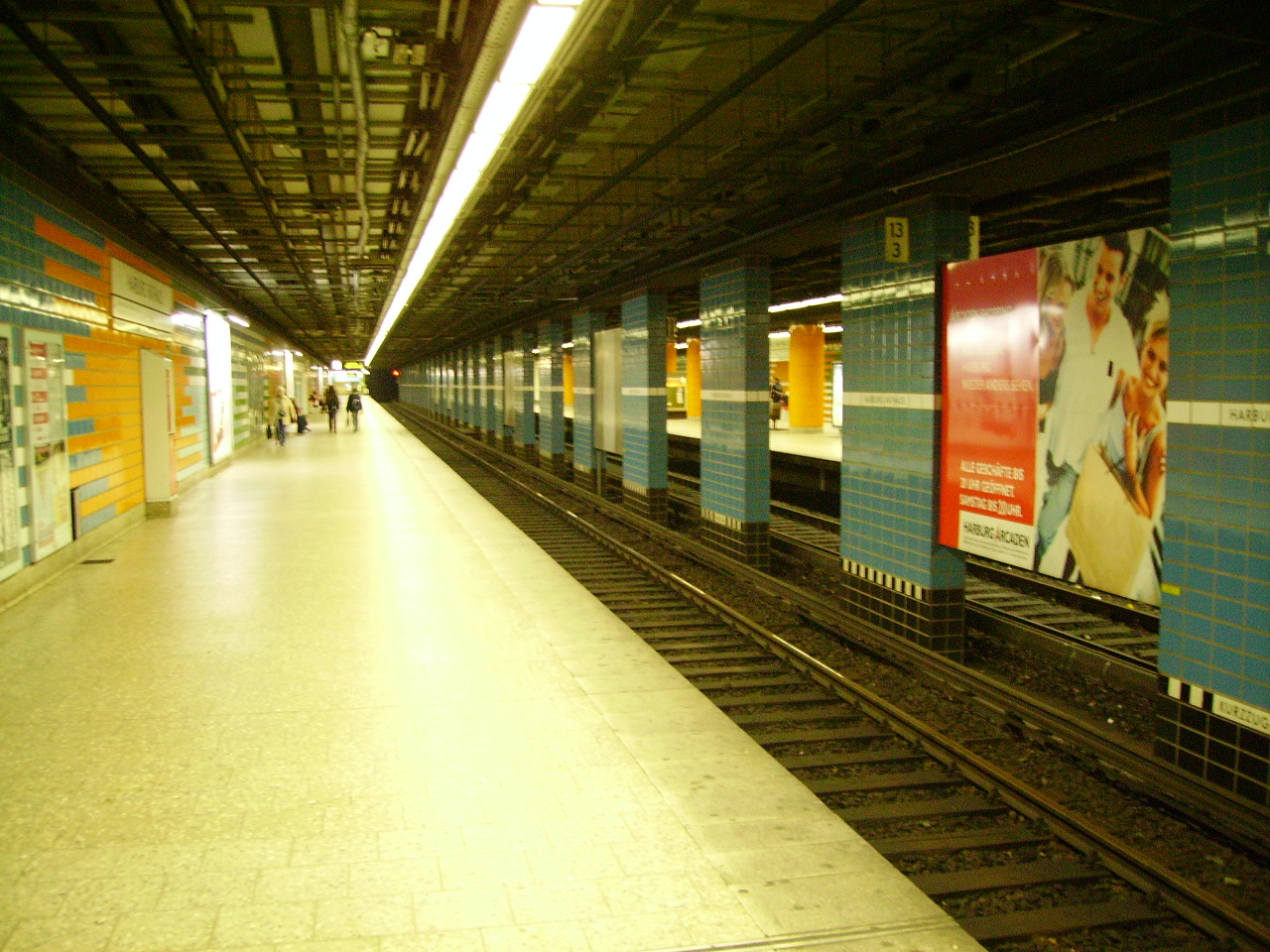
Bahnsteig Harburg Rathaus; Deckenverkleidung aus Brandschutzgründen abgehängt

Der Bahnsteigbereich des S-Bahnhofs ist zugleich Hamburgs größter Zivilschutzraum. Im Ernstfall können in dieser Mehrzweckanlage 5.000 Menschen zwei Wochen lang überleben.
In Nebenräumen befinden sich zudem auf mehreren Stockwerken auch die so genannten Funktionsräume, die umfangreiche sanitäre Anlagen und beispielsweise auch eine Großküche beherbergen. Neben den drei Bahnsteigen dienen im Nutzungsfall auch noch drei im Bahnhof abgestellte Langzüge als Raum für die Zivilbevölkerung. Dort wären Sitz-Liege-Kombinationen aufgebaut worden, die im westlichen Anlagenteil eingelagert wurden. Insgesamt stehen so 5.300 m² zur Verfügung.
Der Zugang ist, nachdem die Hauptzugänge durch in den Boden eingelassene Stahltore verschlossen sind, nur noch durch eine Gasschleuse möglich, die sich in den beiden Stirnbauten verbirgt. Der Verschluss der Gleisanlagen erfolgt über (seitlich angeordnete) sechs schwere Stahltore, die auf den Gleiskörper hydraulisch herabgelassen werden. Die Trinkwasserversorgung wird durch einen Tiefbrunnen, die Stromversorgung über Dieselgeneratoren sichergestellt. 50.000 l Kraftstoff konnten bevorratet werden. Abgase und Belüftung des Tanklagers sind durch eine Litfaßsäule am Harburger Ring realisiert worden. Der Brunnen wurde mittlerweile gesichert, da aufgrund einer Erhöhung des Grundwasserspiegels das Wasser in die Anlage gelaufen wäre. Die Belüftung ist durch einen Sandfilter geregelt. Der Ort einer Antenne, die eine Verbindung zu den Warnämtern bzw. zum Rundfunk sichergestellt hätte, ist nicht bekannt.
Der Bunker wird seit dem Ende des Kalten Krieges nur noch betriebsbereit gehalten, hat aber mittlerweile eine Betriebsvorlaufzeit von einem halben Jahr. Unmittelbar neben der damaligen Lebensmittelabteilung der Harburger Karstadt-Niederlassung befindet sich ein Regal-Lager, in das – wie bei vielen Bunkern üblich – im Krisenfall Lebensmittel eingelagert werden können. Die letzte Komplettüberholung fand 2001 statt. Aufgrund von Nachlässigkeiten in der Wartung während der 1990er Jahre war ein vollständiger Überdruck nicht aufzubauen, die uneingeschränkte Funktionsfähigkeit ist somit zweifelhaft. Mitte der 2000er wurden Wartungs- und Instandhaltungsarbeiten mindestens in Teilen endgültig eingestellt. In zahlreichen Bereichen des Bauwerks wurden Einbauten demontiert oder Kernbohrungen für Leitungsarbeiten vorgenommen.
Im Herbst 2015 wurde ein Teil der Sitz-Liege-Kombinationen und Stühle aus dem Bunker abtransportiert, um in Flüchtlingsunterkünften verwendet zu werden.

## Betrieb
| Linie | Verlauf |
| ----- | --- |
| S 3   | Pinneberg – Thesdorf – Halstenbek – Krupunder – Elbgaustraße – Eidelstedt – Stellingen (Arenen) – Langenfelde – Diebsteich – Altona – Königstraße – Reeperbahn – Landungsbrücken – Stadthausbrücke – Jungfernstieg – Hauptbahnhof – Hammerbrook (City Süd) – Elbbrücken – Veddel (BallinStadt) – Wilhelmsburg – Harburg – Harburg Rathaus – Heimfeld (TU Hamburg) – Neuwiedenthal – Neugraben                                                     |
| S 5   | Elbgaustraße – Eidelstedt – Stellingen (Arenen) – Langenfelde – Diebsteich – Holstenstraße – Sternschanze – Dammtor – Hauptbahnhof \ Hauptstrecke – Hammerbrook (City Süd) – Elbbrücken – Veddel (BallinStadt) – Wilhelmsburg – Harburg – Harburg Rathaus – Heimfeld (TU Hamburg) – Neuwiedenthal – Neugraben – Fischbek – Neu Wulmstorf – Buxtehude – Neukloster – Horneburg – Dollern – Agathenburg – Stade / in Tagesrandzeiten – Berliner Tor |

2018 gab es täglich (Mo–Fr) etwa 44.000 ein- oder aussteigende S-Bahn-Fahrgäste pro Tag.